# NGC 2308
NGC 2308 é uma galáxia espiral (Sab) localizada na direcção da constelação de Lynx. Possui uma declinação de +45° 12' 40" e uma ascensão recta de 6 horas, 58 minutos e 37,5 segundos.
A galáxia NGC 2308 foi descoberta em 13 de Janeiro de 1872 por Édouard Jean-Marie Stephan.